# 中国人民解放军陆军合成第一八九旅
合成第一八九旅（英語：189th Combined Arms Brigade），又称“松骨峰英雄团”，是中国人民解放军陆军第八十一集团军下辖的一个中型合成旅，驻地天津市武清区。

## 概述
2017年，装甲第六师拆分出第二十二团成立中型合成第一八九旅。2020年，中部战区陆军直属机械化步兵第一一二师三三五团被拆分出来，“反客为主”编入2017年成立的合成第一八九旅，合成一八九旅继承三三五团所有军史。

## 沿革
参考资料：
| 部隊番號                   | 使用時期                 |
| 装甲第二十二团             | 装甲第二十二团           |
| -------------------------- | ------------------------ |
| 坦克第二十二团             | 1968年9月10日-1998年10月 |
| 装甲第二十二团             | 1998年10月-2017年2月     |
| 机步第三三五团             |                          |
| 八路军六八五团新第二营     | 1937年8月22日-1939年11月 |
| 八路军第一一五师东进支队   | 1939年11月-1940年10月    |
| 八路军第一一五师教导第五旅 | 1940年10月-1941年1月     |
| 新四军独立旅               | 1941年1月-1942年9月      |
| 八路军第一一五师教导第五旅 | 1942年9月-1945年8月      |
| 八路军山东军区第二团       | 1945年8月-1946年1月4日   |
| 东北民主联军第一师第二团   | 1946年1月4日-1948年1月   |
| 东北人民解放军第一师第二团 | 1948年1月-1948年11月     |
| 中国人民解放军第三三五团   | 1948年11月-1960年1月     |
| 步兵第三三五团             | 1960年1月-1965年4月      |
| 陆军摩托化第三三五团       | 1965年4月-1983年5月      |
| 机械化步兵第三三五团       | 1983年5月-2020年5月      |
| 合成旅组建                 |                          |
| 合成第一八九旅             | 2017年4月至今            |

## 荣誉
- 松骨峰英雄团：原陆军第三十八集团军机械化步兵第一一二师第三三五团，现为本旅
- 松骨峰特功连：原陆军第三十八集团军机械化步兵第一一二师第三三五团第三连，现陆军第八十一集团军中型合成第一八九旅装步一营三连